# П'ятаченко Сергій Васильович
Сергій Васильович П'ятаченко (*25 березня 1965 р. м. Суми) — український науковець, філолог, фольклорист, краєзнавець, педагог, поет, художник, громадський діяч.
Кандидат філологічних наук (2003), доцент (2006). Заслужений працівник освіти України (2008). Дійсний член Наукового товариства імені Шевченка (2019). Член Національної спілки письменників України (2012), член Національної спілки журналістів України (1998). Голова Сумської обласної організації Національної спілки письменників України (2023).

## Біографія
Народився у м. Суми 25 березня 1965 року у сім'ї робітників. Закінчив Сумську середню школу № 1 у 1982 р. З 1982 по 1988 роки (з дворічною перервою на службу в армії) навчався на філологічному факультеті Сумського державного педагогічного інституту імені А. С. Макаренка, який закінчив з відзнакою за спеціальністю «українська мова і література»).
1988—1989 рр. — вчитель української мови та літератури, ЗОШ № 8.
З 1989 року працював викладачем у Сумському державному педагогічному університеті імені А. С. Макаренка на кафедрі української літератури, з 1998 р. викладачем на кафедрі зарубіжної літератури, з 2010 р. на кафедрі російської мови, зарубіжної літератури та методики їх викладання на посаді доцента.
У 2003 році захистив дисертацію «Фольклористична діяльність П. О. Гнідича» й отримав звання кандидата філологічних наук. У 2006 р. рішенням Атестаційної колегії присвоєно вчене звання доцента кафедри зарубіжної літератури. Результатом дисертаційного дослідження стала монографія «Фольклористична діяльність Павла Гнідича», в якій уперше здійснено спробу системного аналізу наукового доробку українського фольклориста, етнографа, педагога Павла Олександровича Гнідича (1884—1919).
Закінчив докторантуру при Донецькому національному університеті.
Керівник наукової лабораторії фольклору Сумського державного педагогічного університету імені А. С. Макаренка (2004—2021 р.р.).
З вересня 2021 р. — завідувач туристсько-краєзнавчого відділу комунального закладу Сумської обласної ради обласного центру позашкільної освіти та роботи з талановитою молоддю.
З вересня 2022 р. — доцент кафедри журналістики та філології Сумського державного університету.
Голова Сумського осередку Наукового товариства імені Шевченка (з 2006 р.). Дійсний член Наукового товариства імені Шевченка (2019).
Лауреат Сумської обласної літературно-краєзнавчо-мистецької премії в номінації «Краєзнавство» (2019).
Голова ГО "Мистецька студія «Орфей».
Голова Сумської обласної організації Національної спілки письменників України (2023).

## Діяльність

### Наукова діяльність
Науковець, автор понад ста наукових праць з фольклористики, літературознавства, краєзнавства. Провідні напрями дослідження — постаті та науковий доробок дослідників народної традиційної культури Сумщини, історія та жанри українського фольклору, специфіка української та зарубіжної літератури.
У цьому напрямку опубліковано:
- статті: «Проблеми етнопсихології українського народу в спадщині Пантелеймона Куліша» (1997), «Традиція дослідження варіантів народних пісень О. Потебнею та П. Гнідичем» (2000), «Із спостережень над текстом „Плачу Ярославни“ в „Слові о полку Ігоревім“» (2003), «Християнські легенди Слобожанщини у записах  Павла Гнідича» (2005), «Леся Українка і традиційна народна культура Слобожанщини» (2006), «Іноетнічні образи та стереотипи їхнього сприйняття в українському фольклорі» (2007), «Фольклор Сумщини у періодиці XIX — поч. XX ст.» (2008), «Шевченкознавчі і фольклористичні праці Ю. П. Ступака» (2010), «Елементи регіональної етнокультури в ранній романтичній прозі Пантелеймона Куліша» (2012). «Народна культура саянів у дослідженні Івана Абрамова» (2013), «Гайдамацький ватажок Семен Гаркуша і його образ у фольклорі й літературі» (2013), «Сумський переказ про замуровану розбійницю: ґенеза, типологія, семантика» (2013), «Діяльність Попівської академії у контексті зародження народознавчої думки на Слобожанщині у кінці XVIII-поч.XIX ст.» (2016), «Історико-культурна специфіка топоніміки Слобідської частини Сумщини (за матеріалами народних переказів)» (2016), «Воронізька проза» Пантелеймона Куліша та її фольклорно-романтична основа" (2019), «Збірник П. Куліша „Українські народні перекази“ та його місце в розвитку української фольклористики» (2019), «Фольклор села Нижня Сироватка у записах Бориса Грінченка» (2019), «Наукова спадщина Павла Охріменка: фольклористика і літературознавство» (2019), «Україна у подорожніх нарисах російських письменників і половини XIX століття» (2020), «Розвідка П. Литвинової-Бартош „Как сажали в старину старых людей на лубок“ (1885 р.) та полеміка навколо неї» (2020), «Пелагея Литвинова-Бартош та її фольклорно-етнографічна спадщина» (2020), «Фольклорні записи Олександра Потебні на Сумщині: жанри, типологія, варіанти» (2020), «Зв'язок з Глухівщиною російських письменників XIX століття» (2021), «Народна культура Охтирщини в науковій спадщині фольклориста, етнографа і краєзнавця Олександра Твердохлібова» (2021), «Іван Кулжинський та його внесок у дослідження народної культури Глухівщини» (2021), «Образ благородного розбійника у творах О. Сомова та В. Наріжного в контексті літературної і фольклорної традиції» (2021);
- посібники: «До народних джерел Сумщини»  (2004), «Історія зарубіжної літератури XVII—XVIII ст.» (2020), «Історія зарубіжної літератури І половини XIX століття (романтизм)» (2020), «Україна у житті й творчості російських письменників І пол. XIX ст.» (2021);
- монографії: «Фольклористична діяльність Павла Гнідича» (2004)[2], «Фольклор: мовно-літературні особливості дискурсу» (2012), «Фольклор і література: художня рецепція етнокультурних кодів (у співавторстві)» (2019), «Сумщина в історико-філологічному вимірі» (2021);
- збірники: «Абрамов І. С. З історії та культури селища Вороніж: Фольклорно-етнографічні та краєзнавчі нариси» (2007), «Фольклорні записи Бориса Грінченка із села Нижня Сироватка» (2019).

Автор багаторічної програми з дослідження фольклору Сумщини. Організатор низки фольклорних експедицій.
Дослідник Голодоморів 1932—1933 та 1946—1947 рр. в Україні. Збирач та дослідник усних свідчень про Голодомор на Сумщині («Голодомор на Сумщині у спогадах очевидців: Збірник матеріалів у 2-х кн.» (2008), (2018, 2-е вид., доповнене), (2019. 3-е вид.). «Усні меморати про голод на Сумщині» (2013).
Член Національної спілки журналістів України. Працював на телебаченні (ТРК «Відікон», головний редактор), радіо («Топ-радіо», заступник головного редактора, «Діва-радіо»), у газетах («Уїк-енд», заступник головного редактора, «Орфей», редактор), автор публікацій в періодичних виданнях.

### Творчий доробок
Поет. Член Національної спілки письменників України (2012). Автор чотирьох збірок поезій: «Життєпис змії» (Суми, 2001), «У пошуках N.» (Суми, 2002), «Я — Суми» (Суми, 2004), «Корінь слова» (Суми, 2020), "Птаходив" (Суми, 2024). Твори опубліковані у виданнях: "Письменники Сумщини: Хрестоматія (Суми, 2016), «Сумщина. Велика спадщина. Поезія» (Суми, 2019), альманасі «Слобожанщина» (2002—2024), альманасі «Орфей» (2001—2015), альманасі "Скіфія" (2024), журналі «Четвер», колективних збірках.
Лауреат Всеукраїнської літературної премії "Благовіст" (2024).
Художник, автор кількох персональних виставок та учасник колективних виставок. Персональна виставка «Обриси легенд» (Суми, Агенція промоції, міська галерея, 2019), "До третіх півнів" (Суми, галерея "BureauArt", 2024).

### Громадська діяльність

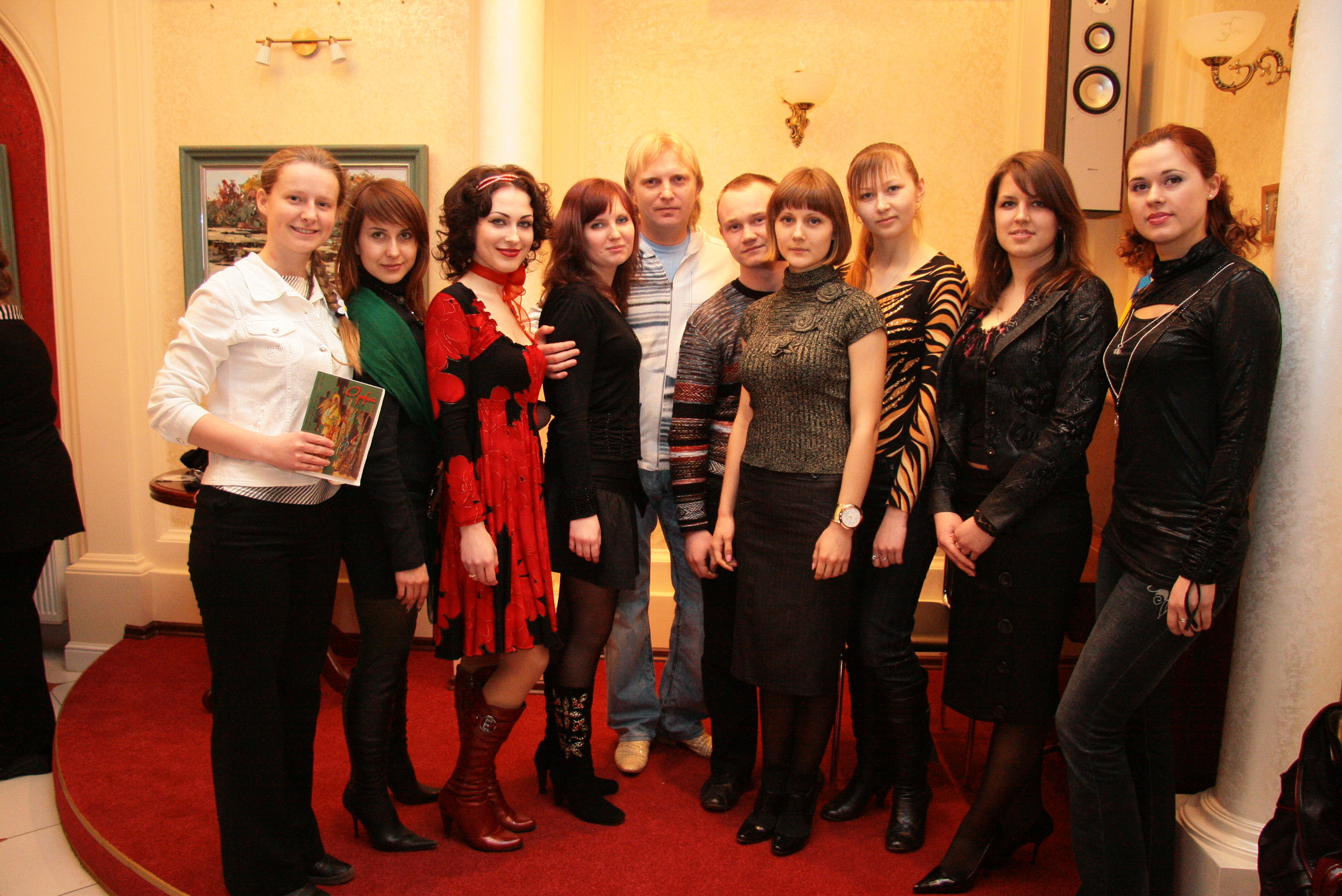
Літературна студія «Орфей», 2009

Голова ГО «Мистецька студія „Орфей“». Член правління Сумської обласної організації Всеукраїнського товариства «Просвіта» імені Тараса Шевченка.
Засновник і голова оргкомітету щорічного обласного літературного конкурсу для творчої молоді «Орфей». Упорядник і редактор альманахів молодих літераторів Сумщини «Орфей» (2001—2016) та авторських збірок переможців.
Організатор ряду мистецьких акцій в Сумах та області. Засновник міського фестивалю поезії «Ми-Суми» (2011—2018)
Співорганізатор та голова оргкомітету всеукраїнського конкурсу малої прози Open World . Конкурс спрямований на пошук й відкриття нових імен в сучасній українській літературі, популяризації українських талантів в усьому світі, зміцнення культурного авторитету Сумщини. Упорядник збірок "Відкритий світ. Книга 1" (Суми, 2023), "Відкритий світ. Книга 2" (Суми, 2024).
У 2018—2021 рр.  експерт "Книжкової премії «Еспресо. Вибір читачів».
Депутат Сумської міської ради VI скликання.
Член координаційної ради з питань національно-патріотичного виховання при Сумській обласній державній адміністрації.
Член експертної ради з підтримки книговидавництва та книгорозповсюдження в м. Суми.
Член комісії з питань упровадження державної мови в місті Суми.
Член робочої групи з питань дерусифікації та позбавлення наслідків колоніального минулого при Сумській обласній військовій адміністрації (з 2022 р.).
Член робочої групи з проведення експертного обговорення дерусифікації топонімів у Сумській міській територіальній громад (з 2022 р.).
Член комісії з питань встановлення пам'ятних знаків (пам'ятників, меморіальних об'єктів, меморіальних дошок) на території Сумської міської територіальної громади (з 2023 р.).
Член обласної комісії зі збору, обробки та складання орієнтовного переліку елементів нематеріальної культурної спадщини (з 2023 р.).
Член консультативної ради з питань охорони культурної спадщини при Департаменті культури, туризму та релігій Сумської обласної державної адміністрації (з 2023 р.)